# 광분
광분(光分, light-minute)은 길이의 단위이다. 1광분은 빛이 완전한 진공 속을 1분 동안 나아가는 거리로, 구체적인 값은 17,987,547,480m(약 1800만 km)이다. 광분은 광초에 기반하여 산출되는 값이기 때문에 앞의 값은 정확하다.
예를 들면 지구에서 태양까지의 거리(1 천문단위)는 8.317광분이다.

## 같이 보기
- 광년
- 광초
- 광시
- 빛의 속도